# ミクセル
『ミクセル』 (Mixels) は、レゴとカートゥーンネットワーク・スタジオが共同で制作し、カートゥーンネットワークで放映された短編アニメである。アメリカ合衆国とカナダでは2014年2月12日に放映を開始し、2016年10月1日に放映終了した。
本作は、互いに混ざり合い、組み合わせることができる小さな生き物であるミクセルを題材としている。シリーズは2014年2月12日にティーン・タイタンズGO！ で最初に放映された。
『ニンジャゴー』や『レゴ チーマ』などの以前のレゴ作品ではコンピュータグラフィックスが使われていたが、本作ではToon Boom Harmonyソフトウェアを使用し、後にDigital eMation、IncやBig Star Entertainment Inc.およびセロム・アニメーションでセルアニメに移行した。